# Reiteralm (Schneizlreuth)
Die Reiteralm (auch: Reiter Alm oder Reiter-Alm, früher: Reuteralpe oder Würtlmoos) ist eine Alm auf dem Gebiet der Gemeinde Schneizlreuth.

## Bauten
Der Kaser der Reiteralm ist ein Neubau, am Gebäude ist die Jahreszahl 1961 vermerkt. Westlich des Kasers steht ein kleines Hütterl, das 1994 errichtet wurde. Am westlichen Rand der Almlichte befindet sich ein Stadel.

## Heutige Nutzung
Die Reiteralm ist bestoßen und in den Sommermonaten bewirtet.

## Lage
Die Reiteralm befindet sich westlich unterhalb des Weikertsteins, die Zugänge erfolgen üblicherweise vom Schneizlreuther Ortsteil Weißbach an der Alpenstraße aus.